# Daniel Kaiser
Daniel Kaiser was een Zwitsers worstelaar. Hij nam deel aan de Olympische Zomerspelen van 1920 in Antwerpen.

## Belangrijkste resultaten
Daniel Kaiser was een van de 77 Zwitserse deelnemers aan de Olympische Zomerspelen van 1920. Binnen de sport van het worstelen op deze Spelen nam hij deel aan de discipline van de vrije stijl bij de vedergewichten (minder dan 60 kg). Hij was de enige Zwitserse deelnemer op dit onderdeel. Op 26 augustus 1920 strandde hij in de tweede ronde na verlies tegen de Amerikaan Charles Ackerly, die later de gouden medaille zou behalen.
| Jaar | Plaats    | Onderdeel                  | Resultaat | Prestaties                                                       |
| ---- | --------- | -------------------------- | --------- | ---------------------------------------------------------------- |
| 1920 | Antwerpen | vedergewichten vrije stijl | 5e        | eerste ronde: vrijgesteld kwartfinale: V van USA Charles Ackerly |